# Piggy Tales
Piggy Tales é uma série animada finlandesa baseada no jogo eletrónico Bad Piggies, um spin-off de Angry Birds. Foi animada num estilo parecido com claymation, a série se foca na vida dos porcos minions e não tem um diálogo ao certo. Foi produzido pela Rovio Entertainment, em parceria com o estúdio francês Cube Creative e dirigido por Remi Chapotot que animou os 13 episódios da série. Piggy Tales foi lançado no canal ToonsTV através dos aplicativos de Angry Birds e no site oficial da ToonsTV, com a primeira temporada exibida entre 11 de abril de 2014 até 10 de outubro de 2014. No Brasil a série estreou pelo canal Gloob e Rede Globo no dia 12 de janeiro de 2015. Em Portugal, estreou no canal Biggs no dia 2 de novembro de 2015. Em Estados Unidos, estreou nos canais Cartoon Network e Nickelodeon no dia 12 de janeiro de 2016.

## Personagens
- - Porcos Recrutas - Antti Pääkkönen e Antti L.J. Pääkkönen
  - Porcos da Construção Civil - Antti L.J. Pääkkönen
  - Porco Manequim - Antti L.J. Pääkkönen
  - Porco Gordo - Antti L.J. Pääkkönen
  - Porquinho - Antti L.J. Pääkkönen
- Tenor Porco - Antti L.J. Pääkkeon
- Porco Alienígena  - Antti L.J. Pääkkönen
- Porcos Carpinteiros - Sikuisi N.U. Satasinn

## Episódios
Temp.1: Piggy Tales, Temp.2: Pigs At Work, Temp.3: Third Act, Temp.4: 4th Street
```
      
Temp.1 (até o ep.31), Temp.2 (ep.32-57), Temp.3 (ep.58-92), Temp.4 (ep.93-122)
```

- 1 "Trampoline" (Trampolim)
- 2 "Roughnecks" (Porcos no Batente)
- 3 "Abduction" (Abdução)
- 4 "Teeter Trotter" (Gangorra)
- 5 "The Hole" (O Buraco)
- 6 "Push Button" (Aperte o Botão)
- 7 "The Mirror" (O Espelho)
- 8 "Super Glue" (Super Cola)
- 9 "Piggy in the Middle" (Bobinho)
- 10 "Epic Sir Bucket" (Senhor Balde)
- 11 "Push-Button Trouble" (Não Aperte o Botão)
- 12 "Sha-Zam!" (Sha-Zam!)
- 13 "Puffed Up" (Porco Inflável)
- 14 "Peekaboo!" (Achou!)
- 15 "Up Or Down?" (Sobe ou Desce?)
- 16 "Gloves" (Luvas)
- 17 "Snooze" (Soneca)
- 18 "Superpork" (Superporco)
- 19 "Cake Duel" (Duelo Embolado)
- 20 "Dr. Pork, M.D" (Dr. Porco)
- 21 "Hog Hoops" (Cesta!)
- 22 "The Cure" (A Cura)
- 23 "Up The Tempo" (Porcos Trabalhando)
- 24 "Jammed" (Geléia)
- 25 "Fly Piggy, Fly!" (Voe Porco, Voe!)
- 26 "The Game" (O Jogo)
- 27 "The Catch"
- 28 "Snowed Up" [Especial de Fim de Ano]
- 29 "The Wishing Well"
- 30 "Stuck In?"
- 31 "It's a Wrap"
- 32 "Nailed It!"
- 33 "Lunch Break"
- 34 "Screw Up"
- 35 "Pile Up"
- 36 "Step 1"
- 37 "Jackhammered"
- 38 "Race Nut"
- 39 "Predicament in Paint"
- 40 "Get the Hammer"
- 41 "Fabulous Fluke"
- 42 "Magnetic Appeal"
- 43 "Porkatron"
- 44 "Grand Opening"
- 45 "Lights Out"
- 46 "Tipping Point"
- 47 "All Geared Up"
- 48 "Dream House"
- 49 "Home Sweet Home"
- 50 "Mind the Gap"
- 51 "Unhinged"
- 52 "Sticky Situation"
- 53 "Final Exam"
- 54 "Three Little Piggies"
- 55 "Board to Pieces"
- 56 "Demohogs"
- 57 "Swine Symphony"
- 58 "Wrong Floor" [Trailer da Terceira Temporada]
- 59 "Bouncing Buffoon"
- 60 "Up the Ladder"
- 61 "Sharpest Shooter"
- 62 "Snack Time"
- 63 "Batter Up"
- 64 "Magic Matchup"
- 65 "The Bubble Trick"
- 66 "Piggy Dive"
- 67 "One Big Hurdle"
- 68 "Piggy Vaulting"
- 69 "Art School"
- 70 "Chalk it Up"
- 71 "School's Up"
- 72 "Broken Chair"
- 73 "Hidden Talent"
- 74 "Hiccups"
- 75 "Let's Tango"
- 76 "Scared Sick" [Especial de Halloween]
- 77 "Shadow Pig" [Especial de Halloween]
- 78 "Pumpkin Head" [Especial de Halloween]
- 79 "For Pig's Sake"
- 80 "Remote Pig"
- 81 "Pig Interrupted"
- 82 "Light Dance" [Especial de Fim de Ano]
- 83 "Pig Expectations" [Especial de Fim de Ano]
- 84 "Gift Wrapped" [Especial de Fim de Ano]
- 85 "Holiday Song" [Especial de Fim de Ano]
- 86 "Lost Piggy"
- 87 "The Mime"
- 88 "Snout on the Wall"
- 89 "Re-Abduction"
- 90 "Ball Games"
- 91 "Slip Up"
- 92 "Final Curtain"
- 93 "Scary Fog" [Especial de Halloween]
- 94 "Holiday Heist" [Especial de Fim de Ano]
- 95 "Pig City Valentine" [Especial de Dia dos Namorados]
- 96 "Road Hog"
- 97 "Slingshot Delivery"
- 98 "Bad Signal"
- 99 "Egg Hunt" [Especial de Páscoa]
- 100 "Hoop and Loop"
- 101 "Cops N' Robbers"
- 102 "Ghost Hog"
- 103 "Hard Days Light"
- 104 "Branched Out"
- 105 "Piggin' String"
- 106 "Pork Brigade"
- 107 "Getaway Loot"
- 108 "Joyful Jingle" [Especial de Fim de Ano]
- 109 "Happy New Pig" [Especial de Fim de Ano]
- 110 "Muffin Master"
- 111 "Well Done"
- 112 "Green and Furious"
- 113 "Dream Dog"
- 114 "Dodge and Deliver"
- 115 "Ramp Champ"
- 116 "Slam Punk"
- 117 "Doorbell Symphony"
- 118 "Getaway Graffiti"
- 119 "Light Riders"
- 120 "Post No Pigs"
- 121 "Snout Invasion"
- 122 "Pigs Can Fly"

## Transmissão Internacional
- MTV3, MTV3 Junior
- IRIB TV3
- TF1
- Comcast Cable
- SPACETOON
- CITV
- Network Ten
- SBS MTV, Tooniverse
- Ajyal TV
- Teletoon
- Neox
- Nickelodeon
- Disney Channel
- Gloob, Rede Globo
- Biggs